# Destin Sandlin
Pour les articles homonymes, voir Sandlin.
Destin Wilson Sandlin (né en 1981) est un ingénieur et communicateur scientifique américain largement connu pour sa série vidéo éducative Smarter Every Day (SED),, qui est diffusée sur une chaîne YouTube depuis 2007.
En 2019, la chaîne Smarter Every Day compte plus de 7 millions d'abonnés et plus de 500 millions de visionnements.
En 2016, Sandlin a été l'une des trois personnalités de YouTube choisies pour interviewer le président américain Barack Obama après son discours final sur l'état de l'Union. Les entrevues étaient commanditées par Google et s'inscrivaient dans le cadre d'une initiative de la Maison-Blanche visant à rejoindre le public des Milléniaux.

## Biographie
Destin Sandlin est titulaire d'un baccalauréat universitaire en génie mécanique de l'Université de l'Alabama et d'une maîtrise en génie aérospatial de l'Université de l'Alabama à Huntsville,. Alors qu'il était étudiant de premier cycle, il a reçu le prix Outstanding Senior Award de l'Université d'Alabama. Il a également obtenu une mineure en administration des affaires à l'Université de l'Alabama.
Jusqu'à la fin de 2018, il était ingénieur de test de missiles à plein temps à Redstone Arsenal,. En 2019, il était étudiant au doctorat à l'Université d'Alabama à Huntsville sous la direction du Dr Kavan Hazeli.
Résident de Huntsville en Alabama, il est marié et père de quatre enfants (deux filles et deux fils). Depuis 2012, il soutient et s'associe avec Not Forgotten, une organisation caritative qui s'occupe des garçons orphelins au Pérou,.
Il a dit que son inspiration pour la réalisation de vidéos éducatives lui vient de sa fascination pour la méthode scientifique et de son ancien travail d'ingénieur de test de missiles.

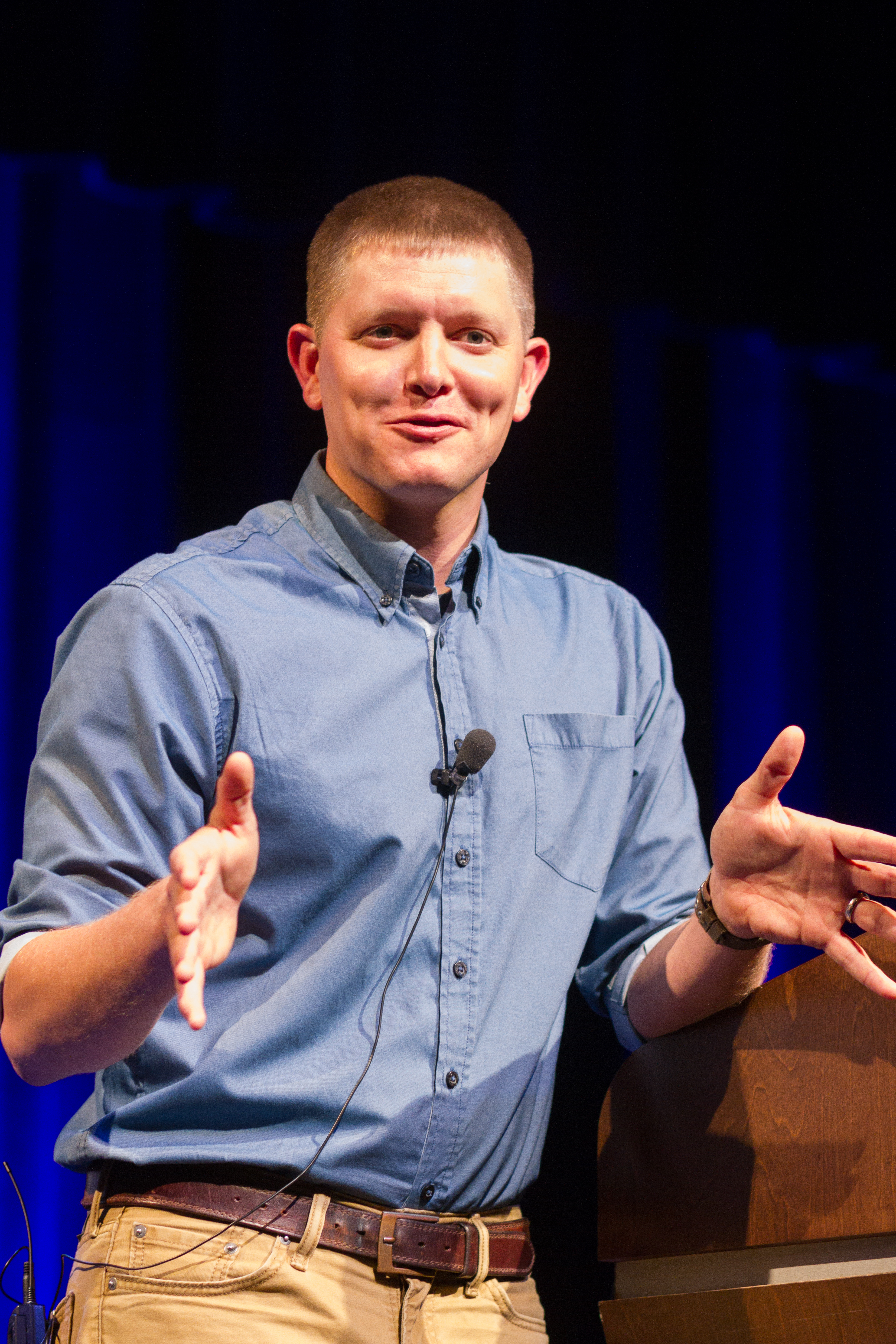
Destin Sandlin au Skepticon en novembre 2015.

Destin Sandlin est un chrétien fervent. Il a été conférencier au Skepticon de 2015 où il a parlé de sa réconciliation personnelle entre la recherche de la vérité scientifique et la foi.

## Smarter Every Day
Destin Sandlin a commencé à publier des vidéos éducatives en 2007. Sa première vidéo à atteindre le million de visionnements a franchi cette étape importante le 10 juillet 2009. La vidéo portait sur la stabilité du positionnement dans l'espace de la tête de poulets qu'il avait donnés à son père à l'occasion de la Fête des Pères. En raison de sa popularité, la vidéo a reçu rétroactivement l'étiquette Smarter Every Day.
Sandlin a officiellement lancé la chaîne Smarter Every Day le 24 avril 2011 avec une vidéo intitulée Detonation vs Deflagration - Smarter Every Day 1.
Les épisodes de Smarter Every Day traitent de l'exploration et de la découverte scientifiques. Sandlin y est animateur et narrateur. Sandlin est fasciné par le vol et l'espace, et sa vidéothèque Smarter Every Day en témoigne. Cependant, ses vidéos explorent un large éventail d'autres sujets, y compris les effets de l'hypoxie sur le cerveau humain, la surprenante robustesse des larmes de verre, la physique des lance-patates, et un vélo presque impossible à conduire qui tourne dans la direction opposée de son guidon.

## The Sound Traveler
En avril 2016, Destin Sandlin a lancé une deuxième chaîne YouTube appelée The Sound Traveler dans laquelle il utilise des vidéos GoPro avec spatialisation sonore pour capter et transmettre l'expérience de visites dans les endroits les plus intéressants du monde.

## No Dumb Questions
En février 2017, Destin Sandlin a lancé un podcast intitulé No Dumb Questions, avec son ami Matt Whitman. Dans ce podcast, les deux amis discutent de divers sujets en les abordant sous différents angles. Ce podcast a donné lieu à des performances musicales telles qu'une version revisitée de The Winged Hussars de Sabaton.